# Tristeți provinciale
Tristeți provinciale este primul LP al solistului Mircea Baniciu, lansat în 1981 la casa de discuri Electrecord. A apărut de fapt fără titlu, deoarece titlul propus de autor a fost respins de cenzură. Este cunoscut și sub numele Albumul galben. În 1982 a fost declarat albumul anului în topul revistei Săptămîna pentru anul 1981.

## Piese
1. Tristeți provinciale - 4:45
2. În tren - 3:59
3. Amintiri - 4:21
4. Ascultă - 4:02
5. Rînduri pentru păsările călătoare - 3:26
6. Înțelegere (exclusiv pe versiunea de casetă audio a albumului)
7. Avionul - 4:06
8. Cu tine în gînd - 2:57
9. Vara la țară - 6:11
10. Spune-mi - 3:15
11. Eșarfă în dar - 3:33

Toate melodiile sunt compuse de Mircea Baniciu cu excepția piesei „Spune-mi”, compusă de Doru Apreotesei. Versuri: George Topîrceanu (1, 2, 3, 7, 9), Ion Minulescu (4, 5), Mihail Lermontov (6), Doru Apreotesei (10), Victor Cârcu (11).

## Personal
- Mircea Baniciu – voce, chitară acustică
- Formația Post Scriptum – acompaniament:
  - Doru Apreotesei – sintetizator, pian electric, pian
  - Mircea Marcovici – chitară bas
  - Nuțu Olteanu – chitară electrică
  - Tiberiu Ladner – percuție
  - Mihai Farcaș – baterie, percuție

Maestru de sunet: Theodor Negrescu. Grafică: Nicolae Constantinescu Spetler.